# Kálfalvy Károly
Kálfalvy Károly, Kudlicska Károly (Rózsahegy, 1879. október 17. – Sátoraljaújhely, 1965. november 20.) tanár.

## Élete
Tanulmányait a rózsahegyi piarista gimnáziumban végezte, majd Budapesten tanult tovább. 1903. május 26-tól a sátoraljaújhelyi piarista gimnáziumban tanított. Innen került 1914. augusztus 1-jén az orosz harctérre, ahol a kulikowi, smerekowi, grezdai, kamienobrodi, suczyniei, ottenhauseni, msanai és groddeki ütközetek után Przemyśl várövébe jutott 1914. szeptember 8-án. A cykowi támpontot védte 1915. március 22-ig, a vár feladása utána a szibériai Krasznojarszkba került fogságba, ahonnan 1918. április 29-én megszökött. Négy évet és tíz hónapot töltött el az arcvonalbeli hadseregnél és hadifogságban. 1919. november 26-án szerelt le. Tevékenyen részt vett az ellenforradalmi mozgalomban és a rémuralom letörésében, majd 1920. május 4-től szeptember 15-ig a Nemzeti Hadseregben szolgált, ahonnan századosi rangban távozott. Folytatta tanári tevékenységét Sátoraljaújhelyen egészen 1939. június 30-áig, ekkor nyugdíjazták. Elhunyt 1965. november 20-án este 19 óra 45 perckor, életének 87. évében. Örök nyugalomra helyezték 1965. november 23-án délután a sátoraljaújhelyi köztemetőben a római katolikus egyház szertartása szerint.